# Écozone afrotropicale : plantes à graines par nom scientifique
à compléter par ordre alphabétique

## Ac

### Aci
- Acidanthera synonyme à Gladiolus
  - Acidanthera bicolor - glaïeul d'Abyssinie, voir Gladiolus murielae

### Acm
- Acmella - Asteraceae
  - Acmella oleracea - Brède mafane

### Acr
- Acrodon - Aizoacées
  - Acrodon bellidiflorus
  - Acrodon parvifolius
  - Acrodon quarcicola
  - Acrodon subulatus

## Ad

### Ada
- Adansonia - Bombacacées
  - Adansonia digitata - Baobab africain
  - Adansonia gibbosa - Baobab australien
  - Adansonia grandidieri
  - Adansonia madascariensis
  - Adansonia perrieri
  - Adansonia rubrostipa
  - Adansonia suarezensis
  - Adansonia za

## Ae

### Aer
- Aerangis - Orchidacées
  - Aerangis articulata
  - Aerangis citrata
  - Aerangis ellisii
  - Aerangis fastuosa
  - Aerangis modesta
  - Aerangis mystacidii
  - Aerangis pumilio
  - Aerangis rhodosticta

- Aeranthes - Orchidacées
  - Aeranthes ramosa

## Al

### Alo
- Alocasia - fam. Aracées (voir aussi zone paléarctique)
  - Alocasia calidora - Oreille d'éléphant

- Aloinopsis- Aizoacées
  - Aloinopsis acuta
  - Aloinopsis hilmarii
  - Aloinopsis jamesii
  - Aloinopsis lodewykii
  - Aloinopsis logani
  - Aloinopsis Luckhoffii
  - Aloinopsis malherbei
  - Aloinopsis orpenii
  - Aloinopsis rosulata
  - Aloinopsis rubrolineata
  - Aloinopsis schooneesii
  - Aloinopsis setifera
  - Aloinopsis spathulata
  - Aloinopsis villetii

### Alt
- Alternanthera - Amaranthacées
  - Alternanthera brasiliana
  - Alternanthera pungens - Brède emballage à piquant
  - Alternanthera sessilis - Brède emballage

## Am

### Ama
- Amaranthus - Amaranthacées
  - Amaranthus dubius - Brède malabar

## An

### Ang
- Angraecum - Orchidacées
  - Angraecum distichum
  - Angraecum eburneum
  - Angraecum ramosum
  - Angraecum sesquipedale

## Ap

### Apt
- Aptenia- fam. Aizoacées
  - Aptenia cordifolia - Ficoïde à feuilles en cœur
  - Aptenia lancifolia

## Az

### Aza
- Azadirachta - fam. Méliacées - (arbre)
  - Azadarichta excelsa
  - Azadirachta indica ou Melia azedarach - « Margousier » ou « Lila des Indes » ou « Neem »

## Ca
- Cananga - fam. Annonacées
  - Cananga odorata - Ylang-ylang

- Catharanthus - fam. Apocynacées
  - Catharanthus roseus - Pervenche de Madagascar

## Cl
- Cleome - fam. Capparidacées
  - Cleome gynandra - Brède caya

## Co
- Conophytum - fam. Aizoacées
  - Conophytum achabense
  - Conophytum acutum
  - Conophytum albiflorum
  - Conophytum angelicae
    - Conophytum angelicae tetragonum

  - Conophytum armianum
  - Conophytum auriflorum
    - Conophytum auriflorum turbiniforme

  - Conophytum bachelorum
    - Conophytum bachelorum sponsaliorum

  - Conophytum bicarinatum
    - Conophytum bilobum Altum

  - Conophytum bilobum
    - Conophytum bilobum gracilistylum
    - Conophytum bilobum gracile
    - Conophytum bilobum leucanthum

  - Conophytum blandum
  - Conophytum bolusiae
    - Conophytum bolusiae Prìmavernum

  - Conophytum breve
  - Conophytum burgeri
  - Conophytum calculus
    - Conophytum calculus vanzylii

  - Conophytum caroli
  - Conophytum carpianum
  - Conophytum chauviniae
  - Conophytum comptonii
  - Conophytum concavum
  - Conophytum chrisolum
  - Conophytum chrisocruxum
  - Conophytum cylindratum
  - Conophytum depressum
  - Conophytum devium
  - Conophytum ectypum
    - Conophytum ectypum brownii
    - Conophytum ectypum cruciatum
    - Conophytum ectypum sulcatum

  - Conophytum ernstii
    - Conophytum ernstii cerebellum

  - Conophytum ficiforme
  - Conophytum flavum
    - Conophytum flavum novicium

  - Conophytum friedrichiae
  - Conophytum frutescens
  - Conophytum fraternum
  - Conophytum fulleri
  - Conophytum globosum
  - Conophytum gratum
    - Conophytum gratum marlothii

  - Conophytum halenbergense
  - Conophytum hammerì
  - Conophytum herreanthus
    - Conophytum herreanthus rex

  - Conophytum hians
  - Conophytum joubertii
  - Conophytum khamiesbergense
  - Conophytum klinghardtense
    - Conophytum klinghardtense baradii

  - Conophytum limpidum
  - Conophytum lithopsoides
    - Conophytum lithopsoides arturolfago
    - Conophytum lithopsoides boreale
    - Conophytum lithopsoides koubergense

  - Conophytum loeschianum
  - Conophytum longum
  - Conophytum luckhoffii
  - Conophytum lydiae
  - Conophytum marginatum
    - Conophytum marginatum karamoepense
    - Conophytum marginatum littlewoodii
    - Conophytum marginatum marginatum

  - Conophytum maughanii
    - Conophytum maughanii armeniacum
    - Conophytum maughanii latum

  - Conophytum meyeri
  - Conophytum minimum
    - Conophytum minusculum leipoldtii
    - Conophytum minusculum minusculum

  - Conophytum minutum
    - Conophytum minutum nudum
    - Conophytum minutum pearsonii

  - Conophytum obcordellum
    - Conophytum obcordellum obcordellum ceresianum
    - Conophytum obcordellum rolfii
    - Conophytum obcordellum stenandrum

  - Conophytum obscurum
    - Conophytum obscurum barbatum
    - Conophytum obscurum vitreopapillum

  - Conophytum pageae
    - Conophytum pellucidum cupreatum

  - Conophytum cupreatum
  - Conophytum pellucidum
    - Conophytum pellucidum lilianum
    - Conophytum pellucidum neohallii

  - Conophytum phoeniceum
  - Conophytum piluliforme
    - Conophytum piluliforme edwardii
    - Conophytum piluliforme piluliforme

  - Conophytum praesectum
  - Conophytum pubescens
  - Conophytum pubicalyx
  - Conophytum quaesitum
    - Conophytum quaesitum densipunctum
    - Conophytum quaesitum rostratum

  - Conophytum ratum
  - Conophytum reconditum
    - Conophytum reconditum reconditum
    - Conophytum reconditum buysianum

  - Conophytum regale
  - Conophytum ricardianum
    - Conophytum ricardianum ricardianum
    - Conophytum ricardianum rubriflorum

  - Conophytum roodiae
  - Conophytum rubrolineatum
    - Conophytum rugosum rugosum
    - Conophytum rugosum sanguineum

  - Conophytum saxetanum
  - Conophytum schlechteri
  - Conophytum semivestitum
  - Conophytum smorenskaduense
    - Conophytum smorenskaduense hermarium

  - Conophytum stephanii
    - Conophytum stephanii abductum

  - Conophytum stevens-jonesianum
  - Conophytum subfenestratum
  - Conophytum swanepoelianum
    - Conophytum swanepoelianum proliferans

  - Conophytum tantillum
    - Conophytum tantillum helenae
    - Conophytum tantillum inexpectatum
    - Conophytum tantillum lindenianum

  - Conophytum taylorianum
    - Conophytum taylorianum ernianum
    - Conophytum taylorianum rosynense

  - Conophytum truncatum
    - Conophytum truncatum viridicatum
    - Conophytum truncatum wiggettiae

  - Conophytum turrigerum
  - Conophytum uviforme
    - Conophytum uviforme decoratum
    - Conophytum uviforme rauhii
    - Conophytum uviforme subincanum

  - Conophytum vanheerdei
  - Conophytum velutinum
    - Conophytum velutinum poiyandrum

  - Conophytum verrucosum
  - Conophytum violaciflorum
  - Conophytum wettsteinii
    - Conophytum wettsteinii fragile
    - Conophytum wettsteinii francoiseae
    - Conophytum wettsteinii ruschii

## E
- Epidendrum - fam. Orchidacées
  - Epidendrum ibaguense
  - Epidendrum pseudepidendrum
  - Epidendrum radicans

- Euphorbia - fam. Euphorbiacées
  - Euphorbia milii - Couronne d'épines

## La
- Lagenaria - Cucurbitacées
  - Lagenaria siceraria - Gourde

- Lampranthus - Aizoacées
  - Lampranthus acrosepalus
  - Lampranthus acutifolius
  - Lampranthus aduncus
  - Lampranthus aestivus
  - Lampranthus Bolus
  - Lampranthus aftinis
  - Lampranthus albus
  - Lampranthus algoensis
  - Lampranthus aftistylus
  - Lampranthus amabilis
  - Lampranthus amoenus
  - Lampranthus antemeridianus
  - Lampranthus antonii
  - Lampranthus arbuthnotiae
  - Lampranthus arenicolus
  - Lampranthus arenosus
  - Lampranthus argenteus
  - Lampranthus argillosus
  - Lampranthus aurantiacus - Ficoïde orange
  - Lampranthus aureus
  - Lampranthus austricolus
  - Lampranthus baylissii
  - Lampranthus berghiae
  - Lampranthus bicolor
  - Lampranthus blandus
  - Lampranthus borealis
  - Lampranthus brachyandrus
  - Lampranthus brevistamineus
  - Lampranthus brownii
  - Lampranthus caespitosus
    - Lampranthus caespitosus luxurians

  - Lampranthus calcaratus
  - Lampranthus candidus
  - Lampranthus capillaceus
  - Lampranthus caudatus
  - Lampranthus cedarbergensis
  - Lampranthus ceriseus
  - Lampranthus citrinus
  - Lampranthus coccineus
  - Lampranthus comptonii
    - Lampranthus comptonii forma roseus
    - Lampranthus comptonii forma angustifolius

  - Lampranthus compressus
  - Lampranthus conspicuus
  - Lampranthus convexus
  - Lampranthus copiosus
  - Lampranthus coralliflorus
  - Lampranthus creber
  - Lampranthus curvifolius
    - Lampranthus curvifolius minor

  - Lampranthus cyathiformis
  - Lampranthus debilis
  - Lampranthus deflexus
  - Lampranthus densifolius
  - Lampranthus densipetalus
  - Lampranthus dependens
  - Lampranthus diffusus
  - Lampranthus dilutus
  - Lampranthus diutinus
  - Lampranthus dregeanus
  - Lampranthus dulcis
  - Lampranthus dunensis
  - Lampranthus edwardsiae
  - Lampranthus egregius
  - Lampranthus elegans
  - Lampranthus emarginatoides
  - Lampranthus emarginatus
    - Lampranthus emarginatus puniceus

  - Lampranthus ernestii
  - Lampranthus esterhuyseniae
  - Lampranthus excedens
  - Lampranthus eximius
  - Lampranthus explanatus
  - Lampranthus falcatus
    - Lampranthus falcatus galpiniae

  - Lampranthus falciformis
    - Lampranthus falciformis maritimus

  - Lampranthus tergusonìae
    - Lampranthus fergusoniae crassistigmae

  - Lampranthus filicaulis
  - Lampranthus flexifolius
  - Lampranthus foliosus
  - Lampranthus formosus
  - Lampranthus framesii
  - Lampranthus francisci
  - Lampranthus fugitans
  - Lampranthus furvus
  - Lampranthus galpiniae
  - Lampranthus glaucoides
  - Lampranthus glaucus
  - Lampranthus glaucus tortuosus
  - Lampranthus globosus
  - Lampranthus glomeratus
  - Lampranthus godmaniae
    - Lampranthus godmaniae grandiflorus
    - Lampranthus graciipes forma luxuriaos

  - Lampranthus guthriae
  - Lampranthus halli
  - Lampranthus haworthii
  - Lampranthus henricii
  - Lampranthus hiemalis
  - Lampranthus hoerlcinianus
  - Lampranthus holensis
  - Lampranthus hollandii
  - Lampranthus hurlingii
  - Lampranthus imbricans
  - Lampranthus immelmaniae
  - Lampranthus inaequalis
  - Lampranthus inconspicuus
  - Lampranthus incurvus
  - Lampranthus intervallaris
  - Lampranthus laetus
  - Lampranthus lavisii
    - Lampranthus lavisii concinnus

  - Lampranthus laxitolius
  - Lampranthus leightonii
  - Lampranthus leipoldtii
  - Lampranthus leptaleon
  - Lampranthus leptosepalus
  - Lampranthus Iewisiae
  - Lampranthus iiberalis
    - Lampranthus iittlewoodij Iongisepalus

  - Lampranthus Iongistamineus
  - Lampranthus Iunatus
  - Lampranthus Iunulatus
  - Lampranthus macrocarpus
  - Lampranthus macrosepalus
  - Lampranthus macrostigma
  - Lampranthus magnificus
  - Lampranthus marcidulus
  - Lampranthus mariae
  - Lampranthus martleyi
  - Lampranthus maturus
  - Lampranthus matutinus
  - Lampranthus maximilianii
  - Lampranthus meleagris
  - Lampranthus microsepalus
  - Lampranthus microstigma
  - Lampranthus middiemostii
  - Lampranthus montaguensis
  - Lampranthus monticolus
  - Lampranthus mucronatus
  - Lampranthus multiradiatus
  - Lampranthus multiseriatus
  - Lampranthus mutans
  - Lampranthus nardouwensis
  - Lampranthus nelii
  - Lampranthus neostayneri
  - Lampranthus obconicus
  - Lampranthus occultans
  - Lampranthus ornatus
  - Lampranthus paarlensis
  - Lampranthus pakhuisensjs
  - Lampranthus palustris
  - Lampranthus parcus
  - Lampranthus paardebergensis
  - Lampranthus pauciflorus
  - Lampranthus paucifolius
  - Lampranthus peacockiae
  - Lampranthus peersii
  - Lampranthus perreptans
  - Lampranthus persistens
  - Lampranthus piquetbergensis
  - Lampranthus plautus
  - Lampranthus pleniflorus
  - Lampranthus plenus
  - Lampranthus pocockiae
  - Lampranthus polyanthon
  - Lampranthus praecipitatus
  - Lampranthus prasinus
  - Lampranthus primivernus
  - Lampranthus productus
    - Lampranthus productus lepidus
    - Lampranthus productus purpureus

  - Lampranthus prominulus
  - Lampranthus promontorii
  - Lampranthus proximus
  - Lampranthus purpureus
  - Lampranthus rabiesbergensis
  - Lampranthus recurvus
  - Lampranthus reptans
  - Lampranthus roseus
  - Lampranthus rubroluteus
  - Lampranthus rupestris
  - Lampranthus rustii
  - Lampranthus salicolus
  - Lampranthus salteri
  - Lampranthus saturatus
  - Lampranthus sauerae
  - Lampranthus scaber
  - Lampranthus schlechteri
  - Lampranthus serpens
  - Lampranthus simulans
  - Lampranthus sociorum

## M
- Musa - Musacées

## P
- Pleiospilos - Aizoacées
  - Pleiospilos nobilis
  - Pleiospilos rouxii'

## S
- Solanum - Solanacées
  - Solanum americanum - Brèdes morelle

## T
- Tamarindus - Fabacées
  - Tamarindus indica - Tamarinier

- Thunbergia - Acanthacées
  - Thunbergia erecta

## W
- Widdringtonia - Cupressaceae
  - Widdringtonia cedarbergensis
  - Widdringtonia nodiflora
  - Widdringtonia schwarzii
  - Widdringtonia whytei